# Red rdeče zastave
Red rdeče zastave je visoko odlikovanje Sovjetske zveze, ki je bilo ustanovljeno 16. septembra 1918.

## Zgodovina
Potem, ko je bil red ustanovljen, je kmalu stopil v pozabo, dokler ni bil avgusta 1924 spet uveden. V letih 1932, 1943, 1947 in 1980 je red doživel spremembe glede statusa nosilcev.

## Kriteriji
Odlikovanje je bilo sprva namenjeno pripadnikom oboroženih sil, vojaškim enotam za hrabrost, izkazano predanost v boju ne glede na osebno ogroženost. Po letu 1943 so začeli podeljevati red tudi skupnostm, šolam, inštitucijam, tujcem,... za dolgoletno služenje in druge zasluge za ZSSR.

## Opis
Red je iz srebra, pozlačen in emajliran.
Na redu tistih, ki so večkrat prejeli to odlikovanje, je bil na spodnjem delu dodana številka podeljenih redov.

## Nadomestne oznake
Nadomestna oznake je v obliki belo-rdeče-belega traku z belim robom.

## Nosilci
Do leta 1924 je bilo podeljenih 14.900, do 1981 pa okoli 580.000.